# Chcę ci dać moją miłość
Chcę ci dać moją miłość – czternasty album studyjny polskiej piosenkarki Mona Lisy wydany 11 września 2009. Promującym singlem płyty jest tytułowa piosenka "Chcę ci dać moją miłość".

## Lista utworów
1. Reggae nogi rozrusza
2. Noc w Monte Carlo
3. W duszy radość gra
4. Niech z wami Bóg będzie
5. O Maryjanno
6. Chcę ci dać moją miłość
7. Na Barbados wyruszamy
8. Tylko samba
9. Te nasze serca
10. Nie zbawię świata tego lata
11. Dobrych rodziców mam
12. Spokój mi daj
13. Dogonić czas
14. Znowu tańczyć chcę
15. Pożegnać się już czas